# Destanee Aiava
Destanee Gabriella Aiava (Melbourne, 10 mei 2000) is een tennisspeelster uit Australië. Aiava begon met tennis toen zij vijf jaar oud was. Haar favoriete ondergrond is gravel. Zij speelt rechtshandig en heeft een tweehandige backhand. Zij is actief in het internationale tennis sinds 2015.

## Loopbaan
In 2017 speelde Aiava haar eerste grandslamtoernooi op het Australian Open, nadat zij een wildcard voor het toernooi had gewonnen door Australisch kampioen U18 te worden. Hiermee werd zij de eerste speler die in 2000 geboren is, die uitkwam op een grandslamtoernooi. Ook in het dubbelspel van het Australian Open kwam zij uit, samen met Alicia Smith.
Op het Australian Open 2024 won zij haar eerste grandslampartij, samen met landgenote Maddison Inglis. Hierdoor kwam zij binnen op de mondiale top 150 van het dubbelspel.

## Persoonlijk
Aiava's moeder komt oorspronkelijk uit Amerikaans-Samoa, haar vader uit Nieuw-Zeeland.

## Posities op deWTA-ranglijst
Positie per einde seizoen:
| jaar | rang enkelspel | rang dubbelspel |
| ---- | -------------- | --------------- |
| 2015 | 674            | 725             |
| 2016 | 384            | 516             |
| 2017 | 150            | 640             |
| 2018 | 249            | 340             |
| 2019 | 197            | 236             |
| 2020 | 214            | 242             |
| 2021 | 310            | 271             |
| 2022 | 402            | 285             |
| 2023 | 186            | 162             |

## Palmares
| Legenda                 |
| ----------------------- |
| Grandslamtoernooi       |
| Olympische Spelen       |
| Year-End Championships  |
| Premier Mandatory       |
| Premier Five / WTA 1000 |
| Premier / WTA 500       |
| International / WTA 250 |
| Challenger / WTA 125    |

### WTA-finaleplaatsen enkelspel
geen

### WTA-finaleplaatsen vrouwendubbelspel
| nr.              | finale     | toernooi       | ondergrond | partner        | tegenstandsters                 | score    |         |
| ---------------- | ---------- | -------------- | ---------- | -------------- | ------------------------------- | -------- | ------- |
| gewonnen finales |            |                |            |                |                                 |          |         |
| 1.               | 2025-06-06 | WTA Birmingham | gras       | Cristina Bucșa | Alicia Barnett Elixane Lechemia | 6-4, 6-2 | details |
| verloren finales |            |                |            |                |                                 |          |         |
| geen             |            |                |            |                |                                 |          |         |

## Resultaten grandslamtoernooien
| Legenda | Legenda                          |
| ------- | -------------------------------- |
| g.t.    | geen toernooi gehouden           |
| l.c.    | lagere categorie                 |
| –       | niet deelgenomen                 |
| G       | uitgeschakeld in de groepsfase   |
| 1R      | uitgeschakeld in de eerste ronde |
| 2R      | uitgeschakeld in de tweede ronde |
| 3R      | uitgeschakeld in de derde ronde  |
| 4R      | uitgeschakeld in de vierde ronde |
| KF      | uitgeschakeld in de kwartfinale  |
| HF      | uitgeschakeld in de halve finale |
| F       | de finale verloren               |
| W       | het toernooi gewonnen            |
| w-v     | winst/verlies-balans             |

### Enkelspel
| toernooi        | 2017 | 2018 | 2019 |    | 2021 |
| --------------- | ---- | ---- | ---- | -- | ---- |
| Australian Open | 1R   | 1R   | 1R   | 1R |      |
| Roland Garros   | –    | –    | –    | –  |      |
| Wimbledon       | –    | –    | –    | –  |      |
| US Open         | –    | –    | –    | –  |      |

### Vrouwendubbelspel
| Australian Open | 1R | 1R | 1R   | 1R | 2R |
| Roland Garros   | –  | –  | –    | –  | –  |
| Wimbledon       | –  | –  | g.t. | –  |    |
| US Open         | –  | –  | –    | –  |    |

### Gemengd dubbelspel
| toernooi        | 2017 |
| --------------- | ---- |
| Australian Open | 1R   |
| Roland Garros   | –    |
| Wimbledon       | –    |
| US Open         | –    |